# Football Club Spaeri
Maillots
Le Football Club Spaeri (en géorgien : საფეხბურთო კლუბი სპაერი) est un club de football géorgien basé à Tbilissi. Le club évolue en deuxième division géorgienne.

## Histoire
Le FC Spaeri est fondé en 2017 par cinq personnes travaillant au Service spécial de protection de l'État, le badge de l'équipe ressemblant au logo de l'organisation gouvernementale militaire. L'équipe principalement composée de militaires de cette organisation participe initialement à la Ligue ouverte de Tbilissi, au plus bas niveau du football géorgien avant de devenir membre de la Regionuli Liga.
Le FC Spaeri termine la saison 2018 en tant que vice-champion et obtient le droit de participer à la Liga 4 nouvellement créée. Après avoir remporté 21 matchs sur 27, il remporte le titre de Liga 4 2019 et est promu automatiquement en Liga 3.
Ses débuts en troisième division sont réussis, Spaeri étant en lice pour une place en barrage de promotion jusqu'à la dernière journée. Finalement, le club échoue à deux points de la troisième place.
L'équipe améliore ses performances en 2021 et, après une série de 20 matchs sans défaite en championnat, remporte le titre de Liga 3 2021, six journées avant la fin de la saison.
Son début en deuxième division en 2022 est difficile avec un seul point pris lors des quatre premiers matches. Cependant, l'équipe se rétablit rapidement, et réalise la plus longue séquence sans défaite de la saison, se qualifiant pour les play-offs de promotion en terminant deuxième du championnat. L'attaquant Levan Papava devient le meilleur buteur du championnat avec 17 buts marqués au cours de la saison régulière. Il ajoute un doublé lors d'un barrage de promotion-relégation contre le FC Gagra, équipe de la Erovnuli Liga, mais l'équipe ne réussit pas à assurer la promotion, Gagra s'imposant aux tirs au but.
En 2024, Spaeri remporte la Coupe de Géorgie en battant le Dinamo Tbilissi en finale. Ce faisant, il se qualifie pour la première fois en Europe, décrochant une place au premier tour de qualification de la Ligue Conférence 2025-2026.

## Entraîneurs
| Nom              | Nat.                  | Depuis | À    |
| ---------------- | --------------------- | ------ | ---- |
| Kakha Maisuradze | Drapeau de la Géorgie | 2017   | 2024 |
| Anzor Kighuradze | Drapeau de la Géorgie | 2024   |      |

## Stade
Le stade Spaeri, situé dans la banlieue est de Tbilissi, est officiellement inauguré en septembre 2018. Le terrain est en gazon synthétique.

## Bilan sportif

### Palmarès
- Coupe de Géorgie
  - Vainqueur (1) : 2024
- Championnat de Géorgie de deuxième division
  - Vice-champion (1) : 2022
- Championnat de Géorgie de troisième division
  - Champion (1) : 2021
- Championnat de Géorgie de quatrième division
  - Champion (1) : 2019

### Bilan européen
Note : dans les résultats ci-dessous, le score du club est toujours donné en premier.
| Saison    | Compétition      | Tour          | Club           | Domicile | Extérieur | Total |
| --------- | ---------------- | ------------- | -------------- | -------- | --------- | ----- |
| 2025-2026 | Ligue Conférence | Second tour Q | Austria Vienne | 0 - 5    | 0 - 2     | 0 - 7 |

Légende
- Victoire ou qualification pour le tour suivant
- Match nul
- Défaite ou élimination de la compétition